# G₂
G2 в математике — название трёх простых групп Ли (комплексной, вещественной компактной и вещественной разделённой), связанной с ними алгебры Ли {\displaystyle {\mathfrak {g}}_{2}}, а также нескольких алгебраических групп. Являются наименьшими из пяти исключительных простых групп Ли, рангом 2 и размерностью 14, с точными нетривиальными конечномерными линейными представлениями. Всего G2 имеет два фундаментальных представления размерностью 7 и 14, первое из которых отвечает короткому корню системы корней G2.
Компактная форма G2 является группой автоморфизмов алгебры октонионов (октав), или подгруппой группы SO(7), оставляющей на месте фиксированный 8-мерный спинор (в её спинорном представлении).

## Реализации
Существуют 3 простые вещественные алгебры Ли, ассоционированные с данной системой корней:
- Лежащая в основе комплексной алгебры Ли G2 сугубо действительная алгебра Ли 28-мерна и односвязна. Комплексное сопряжение является её внешним автоморфизмом. Максимальная компактная подгруппа ассоциированной с этой алгеброй группы и есть компактная форма G2.
- Алгебра Ли в компактной форме имеет размерность 14. Ассоциированная группа Ли не имеет внешних автоморфизмов, центра и является односвязной и компактной.
- Алгебра Ли в некомпактной (разделённой) форме содержит 14 измерений. Ассоциированная простая группа Ли имеет фундаментальную группу 2 порядка, а её группа внешних автоморфизмов — тривиальная группа. Её максимальная компактная подгруппа — SU(2)×SU(2)/(−1×−1). Для данной группы существует неалгебраическая двойная универсальная накрывающая группа (односвязная).

## Алгебраические свойства

### Система корнейG2
Несмотря на то, что корневые векторы можно разместить в 2-мерном пространстве, более симметричным выглядит их выражение тремя координатами, сумма которых равна нулю:
(1,−1,0), (−1,1,0)
(1,0,−1), (−1,0,1),
(0,1,−1), (0,−1,1),
(2,−1,−1), (−2,1,1),
(1,−2,1), (−1,2,−1),
(1,1,−2), (−1,−1,2),
и простые положительные корневые вектора
(0,1,−1), (1,−2,1).

### Группа Вейля/Коксетера
Для алгебры G2 это — группа диэдра D12 12 порядка.

### Матрица Картана
{\displaystyle {\begin{pmatrix}2&-3\\-1&2\end{pmatrix}}}

### Специальные голономии
G2 — одна из тех специальных групп, которые могут быть группами голономии римановой метрики. Многообразия, обладающие G2-голономией, называются G2-многообразиями.